# Picot pitnegre atlàntic
El picot pitnegre atlàntic (Celeus tinnunculus) és una espècie d'ocell de la família dels pícids (Picidae) que habita la selva humida de les terres baixes de l'est del Brasil.
 Ha estat considerat una subespècie de Celeus torquatus.